# Karangduren (Sokaraja)
Karangduren is een bestuurslaag in het regentschap Banyumas van de provincie Midden-Java, Indonesië. Karangduren telt 4433 inwoners (volkstelling 2010).